# 燦擬麗魚
燦擬麗魚，為輻鰭魚綱鱸形目隆頭魚亞目慈鯛科的其中一種，分布於非洲馬拉威湖流域，棲息深度6-76公尺，體長可達13.2公分，棲息在沙底質底層水域，生活習性不明，可作為觀賞魚。

## 擴展閱讀
維基物種上的相關：燦擬麗魚